# Костёл Святой Евфимии и монастырь бенедиктинок (Несвиж)
Костел Святой Евфимии и монастырь бенедиктинок — католический сакральный комплекс в городе Несвиж, расположенный по улице Чкалова, 8. Памятник архитектуры барокко. В настоящее время здесь располагается педагогическое училище.

## История
Костёл Святой Евфимии и монастырь строились одновременно в 1590—1596 годах, и был создан целостный архитектурный ансамбль, архитектурное решение которого не похоже ни на один западноевропейский образец. Это был первый женский католический монастырь в регионе, и один из пяти монастырей, которые заложил в конце XVI века в своем городе Николай Кристоф Радзивилл Сирота вместе со своим братом кардиналом Юрием Радзивиллом. Церковь была названа в честь св. Евфимии (совпадало с именем жены князя Эльжбеты Евфимии Вишневецкой). Первая церковная служба состоялась 12 июня 1597 года. В то время он имел и оборонительное значение.

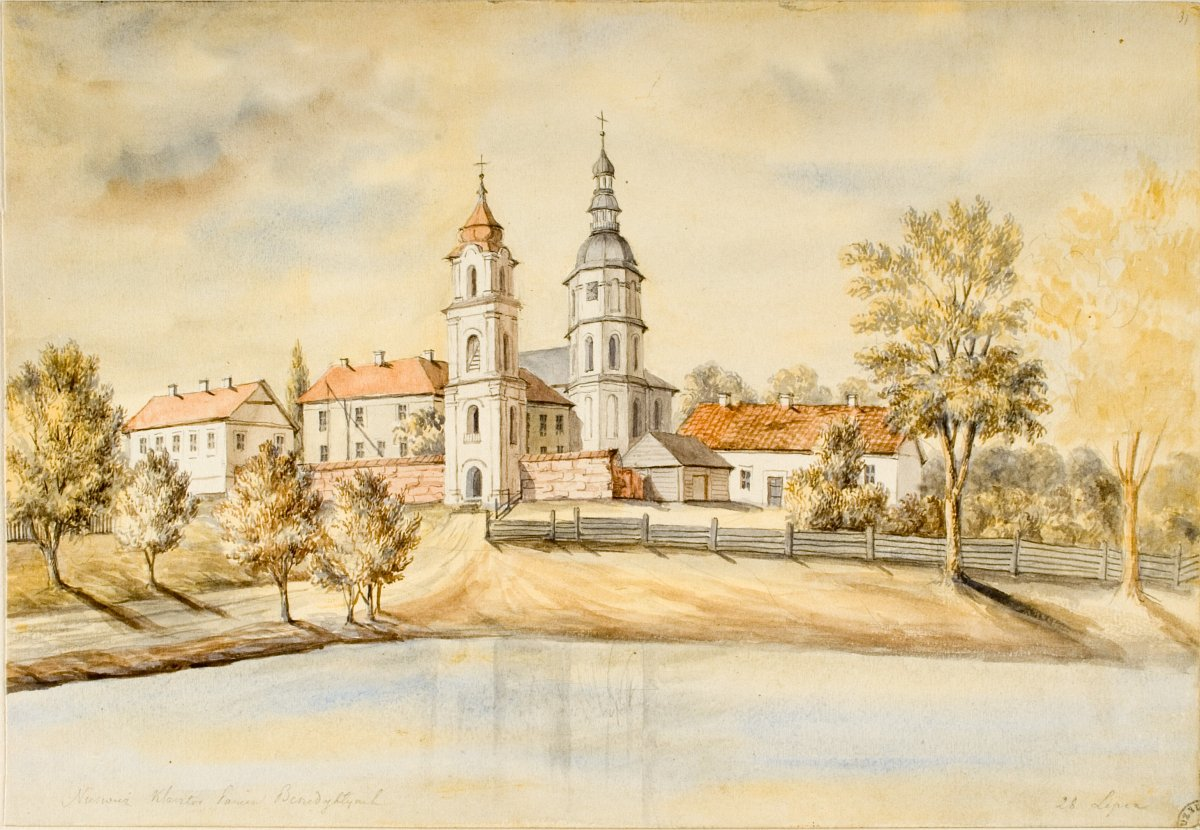
Монастырь на рисунке Н. Орды, 1876 г.

Составленные Т.Маковским в начале XVII века чертёж плана и аксонометрическое изображение Несвижа свидетельствуют об отсутствии высотных доминант в архитектуре монастыря XVII века, кроме центра храма. Невысокими были и ворота в монастырь.
В XVII—XVIII вв. были внесены некоторые изменения, например в 1720-е годы монастырь был реконструирован, его вид украсила многоярусная башня. В 1763 году была построена вторая трехъярусная башня-колокольня.

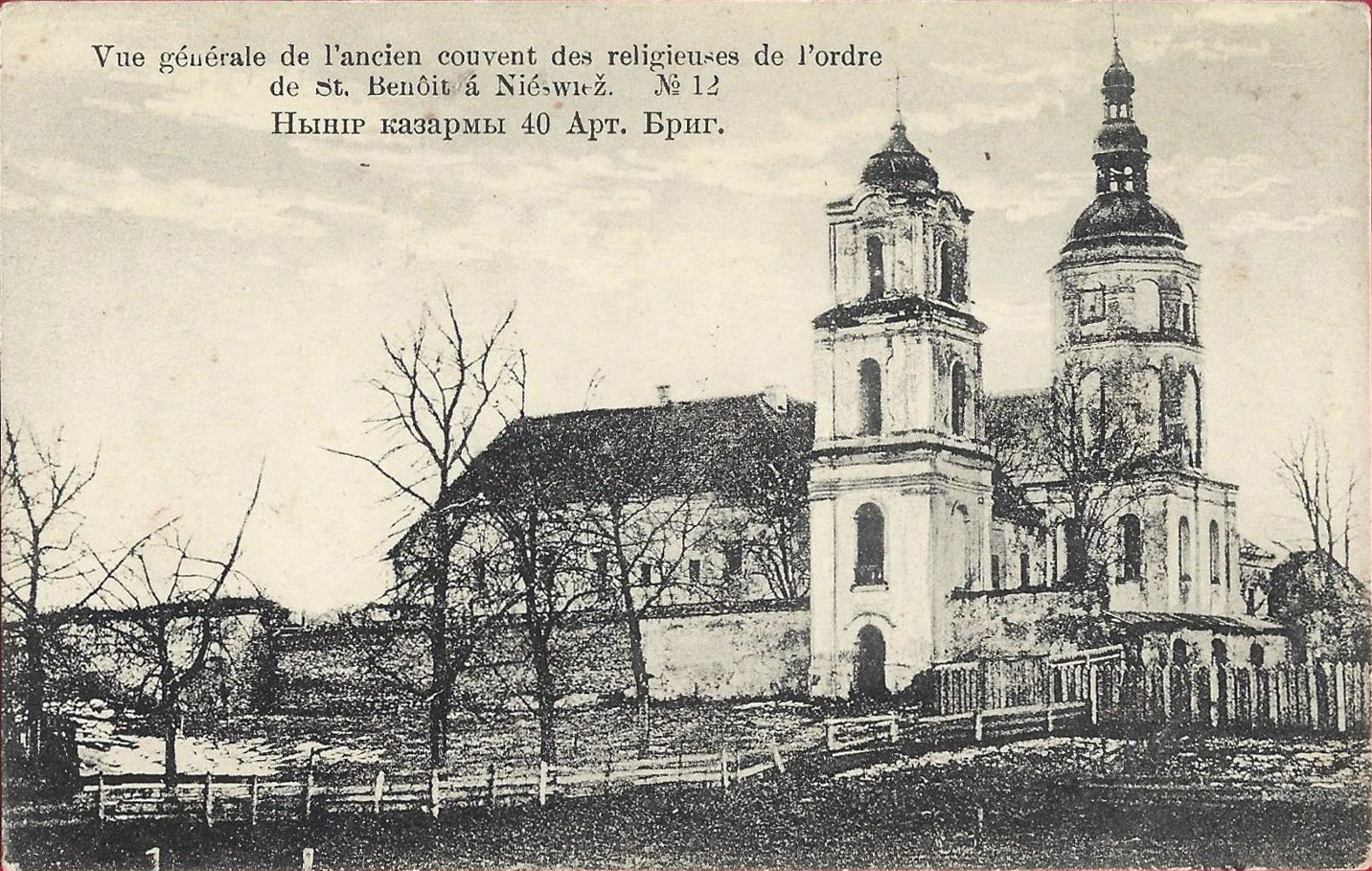
Костёл с надвратной башней 1914 г.

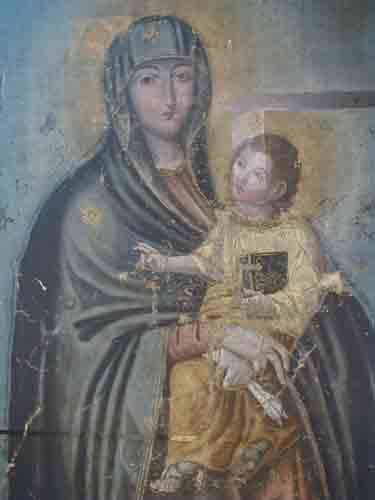
Божья Матерь Снежная. XVIII век. Из Несвижской костёла монахинь-бенедиктинок. Музей древнебелорусской культуры Национальной академии наук Беларуси

После восстания 1863 года костёл был закрыт и подлежал передаче Московской патриархии. В 1864 году были закончены внутренние переделки, и с 1866 году строение функционировало как православный храм, а с 1876 году монастырь был закрыт и в нём были размещены казармы. Также во второй половине XIX века разобрано восьмигранная трехъярусная башня-колокольня, которая примыкала к западному фасаду. В 1920—1945 гг. монастырь возобновлял свою деятельность. С 1994 года в монастыре действует педагогический колледж на базе педагогического училища, основанного в 1984 году.

## Архитектура
Монастырский комплекс располагался возле юго-восточного бастиона города-крепости, что обеспечивало ему две линии укреплений по границам участка. Кроме того, территория монастыря была обнесена стеной.

### Костёл с монастырским корпусом

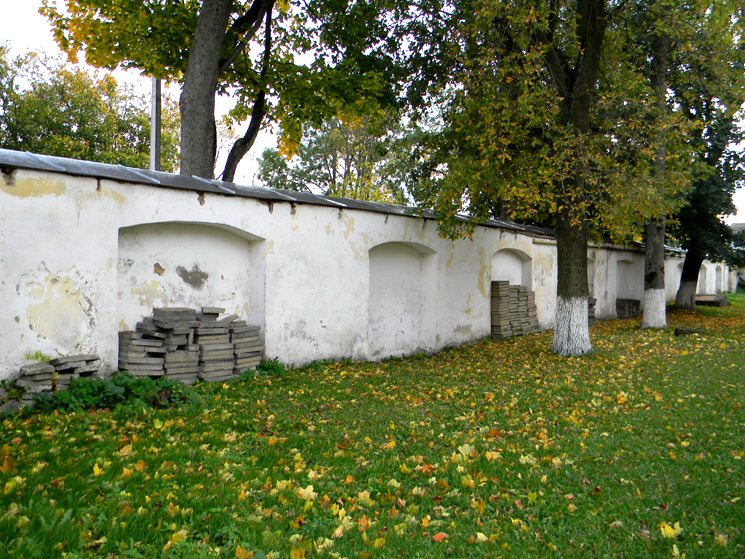
Изгородь

Жилой корпус с костёлом, надвратной башней (XVIII в.), хозяйственные постройки, расположенные вокруг внутреннего дворика, образовывали единый комплекс. В центре помещается каменный однонефный храм, алтарь которого ориентирован на восток. По бокам от него симметрично располагались каменные пристройки. Вход в храм, как это было принято в монастырях строжайшего устава, осуществлялся прямо из внутренних коридоров монастыря.

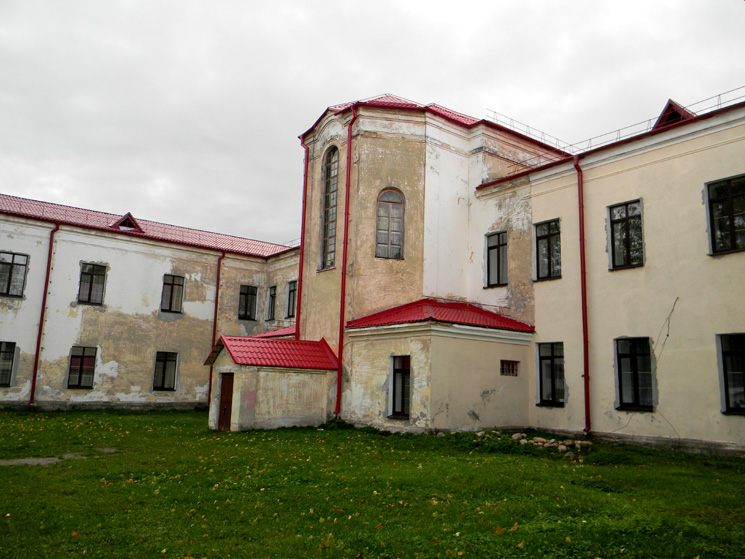
Здание монастырского корпуса с рельефом алтарной части костёла

Жилой монастырский корпус с церковью — двухэтажный Е-образный в плане здание с различными боковыми флигелями. Центральная часть высотой в два этажа была приспособлена под церковь (однонефную, с пятиугольной апсидой и небольшим трансептом). Кельи, хозяйственные и служебные помещения располагались в боковых флигелях, столовая — в южном флигеле. Главный фасад здания ориентирован во внутренний двор. Его композиционным центром является ризалит (фасад церкви). Архитектура храма предельно проста, сложные формы использованы только в решении восточной алтарной стены, выступающей из линии монастырских построек и украшенной тремя пилястрами, а также арочными оконными проемами. Завершение ризалита (многоярусная башня) не сохранилось. Подчеркнутое выделение в архитектуре главного парадного фасада храма, а также его алтарной, восточной части, обращённой в самую сокровенную, сакральную часть монастыря, свидетельствует об ориентации костёла несвижских бенедиктинок на основополагающие образцы монастырской архитектуры ордена.

### Надвратная башня

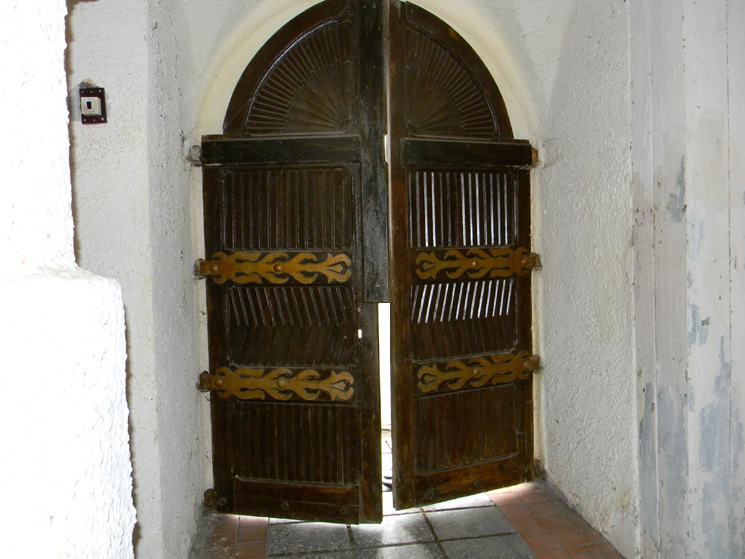
Дверь ворот

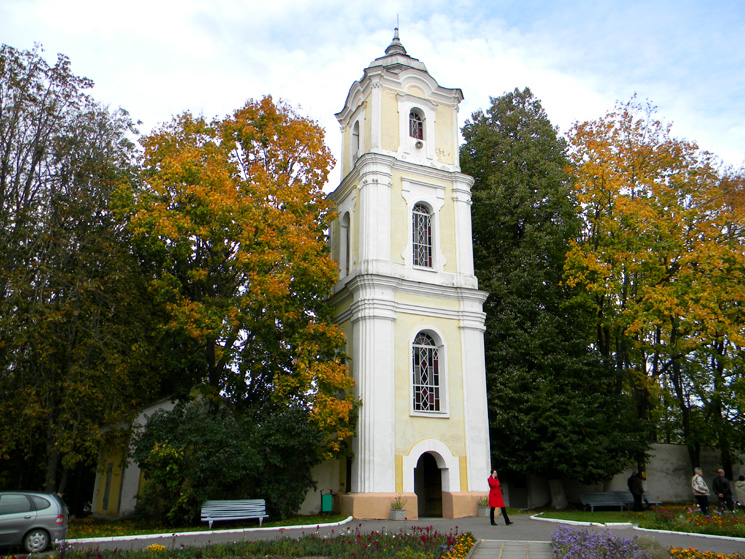
Надвратная башня

Надвратная башня является главным входом на территорию монастыря. Расположенная между монастырскими стенами, по центральной оси внутреннего дворика, является прямоугольная в плане. Снаружи башня разделена на три яруса, уменьшающимися к верху. Первый ярус имеет арку с проёмом, второй — с арочным оконным проёмом в центре, обрамленным наличниками, третий ярус — также арочным проемом, украшенным криволинейным карнизом. Каждый ярус украшен пилястрами по углам. Башня завершается фигурным куполом со шпилем. В формах башни использованы приемы барочных решений, однако барочная пластика и декор имеют весьма сдержанный характер. Двери отделаны художественной фурнитурой.